# 文明 (1951年)
文明（1951年11月—），男，汉族，广西南宁人，中华人民共和国政治人物，曾任中共玉林市委书记，玉林市人大常委会主任，广西壮族自治区人大常委会秘书长、副主任。